# Oortse kosten
Oortse kosten, ook wel: gemengde kosten genoemd, zijn kosten die in Nederland bij de bepaling van de belastbare fiscale winst voor de vennootschapsbelasting of de inkomstenbelasting geheel of gedeeltelijk uitgesloten zijn. Het begrip is dus alleen relevant voor ondernemers.

## Welke kosten hieronder vallen
Tot deze kosten behoren:
1. representatiekosten, zoals relatiegeschenken;
2. kosten in de consumptieve sfeer, zoals zakenlunches en -diners, koffie, thee e.d., kantinekosten (alleen voedsel en dranken), vermaak (zoals bedrijfsuitstapjes, personeelsfeesten of bijdragen daarin);
3. sponsoring, indien en voor zover die het karakter van de twee voorgaande categorieën heeft: te denken valt aan de geschatte waarde van het recht op vrijkaarten, gratis consumpties e.d.
4. verkeersboetes, inclusief als "parkeerbelasting" omschreven extra heffingen wegens foutief parkeren, die in verband staan met de onderneming;
5. andere boetes en strafsancties, zoals kosten wegens het te laat betalen van zakelijke belastingen, boetes wegens overtreding van milieuvoorschriften of cao's etc.

## Hoeveel niet aftrekbaar is
In Nederland zijn van de categorieën 1, 2 en 3  ingaande 1 januari 2007 een bepaald bedrag per werknemer, dan wel  26,5% ( t/m 2006: 25%) van de totale hieronder vallende posten, niet aftrekbaar. 
De onder 4 en 5 genoemde boetes e.d. zijn helemaal niet aftrekbaar.
In de praktijk worden deze "Oortse posten" in de jaarrekening, die meestal onderdeel uitmaakt van de aangifte inkomsten- of vennootschapsbelasting, gewoon in de bedrijfskosten ten laste van de winst gebracht. In de aangifte wordt dan een correctie (een bijtelling bij de fiscale winst) toegepast voor het niet aftrekbare gedeelte hiervan.

## Herkomst van de naam
De naam "Oortse kosten" vindt zijn oorsprong in het feit, dat de aftrekbeperking is ingevoerd in het kader van een belastinghervorming in 1990. Deze belastinghervorming is grotendeels door professor C. Oort ontworpen.
In andere landen, waaronder België en Duitsland, bestaan hiermee vergelijkbare fiscale aftrekbeperkingen.